# Ga Woninjae
Ga Woninjae là ga tàu điện ngầm trên Tuyến 1 của Tàu điện ngầm Incheon và trở thành ga chuyển đổi đến Tuyến Suin-Bundang vào tháng 7 năm 2012.

## Bố trí ga

### Incheon tuyến 1
| Sinyeonsu ↑ |
| \| N/B      |
| ↓ Dongchun  |

| Hướng Bắc | ● Incheon tuyến 1 | ← Hướng đi Gyeyang                             |
| Hướng Nam | ● Incheon tuyến 1 | → Hướng đi Công viên lễ hội ánh trăng Songdo → |

### Tuyến Suin–Bundang
| ↑ Khu công nghiệp Namdong |
| \| １                     |
| Yeonsu ↓                  |

| １ | ●Tuyến Suin–Bundang |   | Hướng đi Incheon →     |
| ２ | ●Tuyến Suin–Bundang | ← | Hướng đi Cheongnyangni |

## Vùng lân cận
- Lối thoát 1: Ngân hàng Kookmin, khu công nghiệp Namdong
- Lối thoát 2: Khu công nghiệp Namdong
- Lối thoát 3: Văn phòng cảnh sát Yeonsu, văn phòng viễn thông Yeonsu, trường tiểu học Yeonhwa, trường phổ thông Yeonsu, khu thương mại Yeonsu-gu
- Lối thoát 4: Trường tiểu học Joongang, trường trung học Yeonsu